# Спортивная гимнастика на летних Олимпийских играх 2012 — разновысокие брусья
Соревнования на разновысоких брусьях в рамках турнира по спортивной гимнастике на летних Олимпийских играх 2012 года состоялись 6 августа 2012 года на Северной арене Гринвича. В финальной части приняли участие 8 гимнасток из 6 стран. Олимпийской чемпионкой стала россиянка Алия Мустафина.

## Квалификация
|                              | Имя             | Страна         | Дата рождения   | Возраст |
| ---------------------------- | --------------- | -------------- | --------------- | ------- |
| Самая молодая спортсменка    | Габриэль Дуглас | США            | 31 декабря 1995 | 16 лет  |
| Самая возрастная спортсменка | Элизабет Твиддл | Великобритания | 1 апреля 1985   | 27 лет  |

| Место | Гимнастка       | Сложность | Исполнение | Штрафы | Total  |
| ----- | --------------- | --------- | ---------- | ------ | ------ |
| 1     | Элизабет Твиддл | 7.000     | 9.133      |        | 16.133 |
| 2     | Хэ Кэсинь       | 7.100     | 8.866      |        | 15.966 |
| 3     | Виктория Комова | 7.000     | 8.833      |        | 15.833 |
| 4     | Яо Цзиннань     | 6.800     | 8.966      |        | 15.766 |
| 5     | Алия Мустафина  | 7.000     | 8.700      |        | 15.700 |
| 6     | Габриэль Дуглас | 6.600     | 8.733      |        | 15.333 |
| 7     | Элизабет Зайц   | 6.700     | 8.466      |        | 15.166 |
| 8     | Коко Цуруми     | 6.600     | 8.433      |        | 15.033 |

### Не прошедшие отбор
Три гимнастки не прошли отбор, но остались в резерве для подготовки к возможным случаям замен и отказов от соревнований.
- Селин ван Гернер
- Кайла Росс
- Ребекка Танни

Из-за квоты на гимнасток от одной страны (не более двух человек в финале) к соревнованиям не были допущены две гимнастки.
- Джордин Уибер (как третья запасная финала)
- Хуан Цюшуан (как участница финала)

## Финал
| Позиция | Гимнастка       | Сложность | Исполнение | Штрафы | Итого  |
| ------- | --------------- | --------- | ---------- | ------ | ------ |
|         | Алия Мустафина  | 7.000     | 9.133      |        | 16.133 |
|         | Хэ Кэсинь       | 7.100     | 8.833      |        | 15.933 |
|         | Элизабет Твиддл | 7.000     | 8.916      |        | 15.916 |
| 4       | Яо Цзиннань     | 6.800     | 8.966      |        | 15.766 |
| 5       | Виктория Комова | 7.000     | 8.666      |        | 15.666 |
| 6       | Элизабет Зайц   | 6.700     | 8.566      |        | 15.266 |
| 7       | Коко Цуруми     | 6.400     | 8.566      |        | 14.966 |
| 8       | Габриэль Дуглас | 6.300     | 8.600      |        | 14.900 |